# Andy Hamilton
Andrew Neil Hamilton (Fulham, 28 de maio de 1954) é um comediante, roteirista, diretor de televisão, radialista e ator britânico. É conhecido principalmente por seu trabalho em comédias para rádio e televisão no Reino Unido, como Old Harry's Game e Outnumbered. Também é reconhecido por sua participação frequente em programas como Have I Got News for You, The News Quiz e QI.

## Formação
Hamilton estudou na Westminster City School, à época uma escola secundária do tipo grammar school. Mais tarde, cursou letras no Downing College, da Universidade de Cambridge, onde integrou a Cambridge University Light Entertainment Society (CULES).

## Carreira
Começou sua carreira no Festival Fringe de Edimburgo nos anos 1970. Após trabalhar brevemente em lojas como Harrods e nos Correios, foi contratado pela BBC em 1976. Seus primeiros trabalhos radiofônicos incluem Week Ending e The Million Pound Radio Show. Também atuou e escreveu para programas como The News Huddlines e I'm Sorry I Haven't a Clue.
Na televisão, co-criou séries como Drop the Dead Donkey e Outnumbered, em parceria com Guy Jenkin. Além disso, é conhecido por dublar personagens em animações como Peppa Pig (Dr. Elephant) e Ben & Holly's Little Kingdom (Capitão Squid).
Hamilton também é a voz de Satã na sitcom radiofônica Old Harry's Game, transmitida pela BBC Radio 4 desde 1995. Em 2017 e 2018, estrelou o programa Andy Hamilton Sort of Remembers, série de memórias cômicas transmitida pela mesma emissora.

## Vida pessoal
Andy Hamilton nasceu sem o polegar direito. É casado desde 1988 com Libby Asher, com quem tem três filhos. Torce para o Chelsea Football Club.

## Trabalhos selecionados

### Televisão
- Not the Nine O'Clock News (1979)
- Drop the Dead Donkey (1990)
- Outnumbered (2007–2014)
- Ballot Monkeys (2015)
- Power Monkeys (2016)
- Kate & Koji (2020–2022)

### Rádio
- The Million Pound Radio Show
- Old Harry's Game
- Trevor's World of Sport
- Revolting People
- Andy Hamilton Sort of Remembers

### Cinema
- What We Did on Our Holiday (2014)

### Livros
- Drop the Dead Donkey 2000 (1994)
- The Star Witness (2016)